# Lambert Lombard

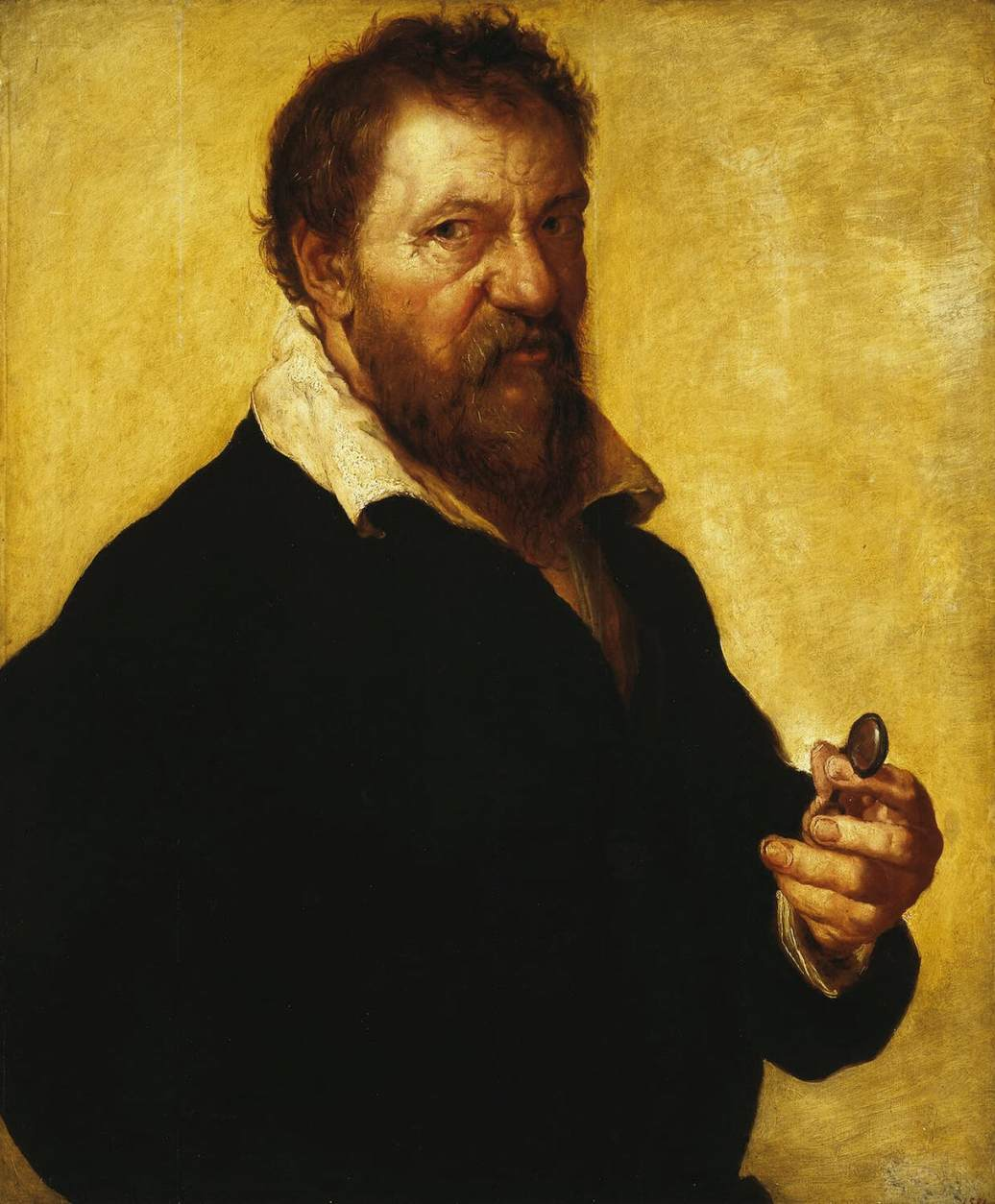
Zelfportret, Hermitage, Sint-Petersburg

Lambert Lombard (Luik, 1505/6 – aldaar, 1566) was een Zuid-Nederlands renaissance-kunstenaar en humanist. Hij was een homo universalis, die zich naast met de schilderkunst en de architectuur ook bezighield met archeologie, literatuur, mythologie en numismatiek.
Zijn opleiding als kunstenaar ontving hij in Antwerpen, vanwaar hij naar Middelburg, Zeeland, reisde en er bij de schilders Jan Gossaert (Jan Mabuse) en Jan van Scorel de Italiaanse stijl leerde. Michel Zagrius, een weinig bekende humanist, wijdde hem in de nieuwe renaissancecultuur in. Later ondernam hij meerdere reizen naar Duitsland en Frankrijk.
In 1537 zond de Luikse prins-bisschop Everhard van der Mark, van wie hij hofschilder was, hem als lid van een missie onder de leiding van de Engelse kardinaal Reginald Pole naar Rome, om er kunstwerken voor het prinsbisdom te verwerven en om zijn kunstenaarschap te perfectionneren. In Rome ontmoette hij de grote meesters van de renaissance zoals Michelangelo. Terug in Luik stichtte hij daar de eerste kunstacademie ten noorden van de Alpen. Lambert Lombard had een zeer vernieuwende manier van lesgeven, en daardoor trok zijn school Luikse en Vlaamse kunstenaars aan, die een belangrijke rol zouden gaan spelen in de evolutie van de schilderkunst in het noorden: Frans Floris, Willem Key, Lambert Suavius, Dominicus Lampsonius, Pierre Furnius.
Lombard drukte met renaissancearchitectuur zijn stempel op de wederopbouw van Luik en speelde een voortrekkersrol in de verspreiding van de renaissance in het Maasland. Meer dan duizend tekeningen en schetsen van hem zijn bewaard. Zijn belangrijkste schilderwerken zijn:
- de reeks van acht De deugdzame vrouwen, die hij maakte voor de abdij van Herkenrode in Hasselt
- het retabel van de kerk Saint-Denis in Luik;
- een zelfportret (een grafische weergave daarvan sierde jarenlang het Belgische bankbiljet van honderd frank).

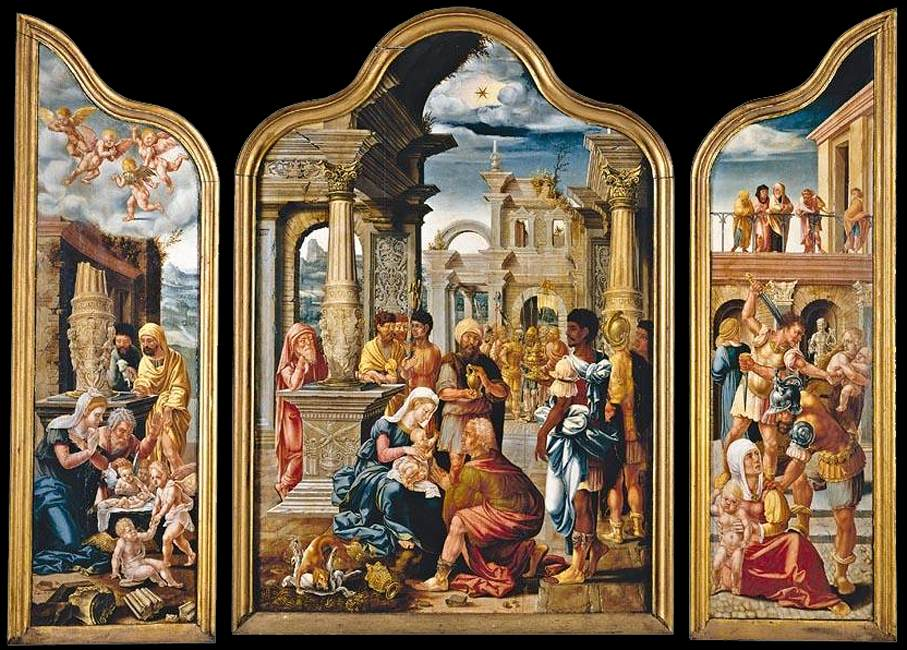
Triptiek Geboorte van Christus, ca. 1533
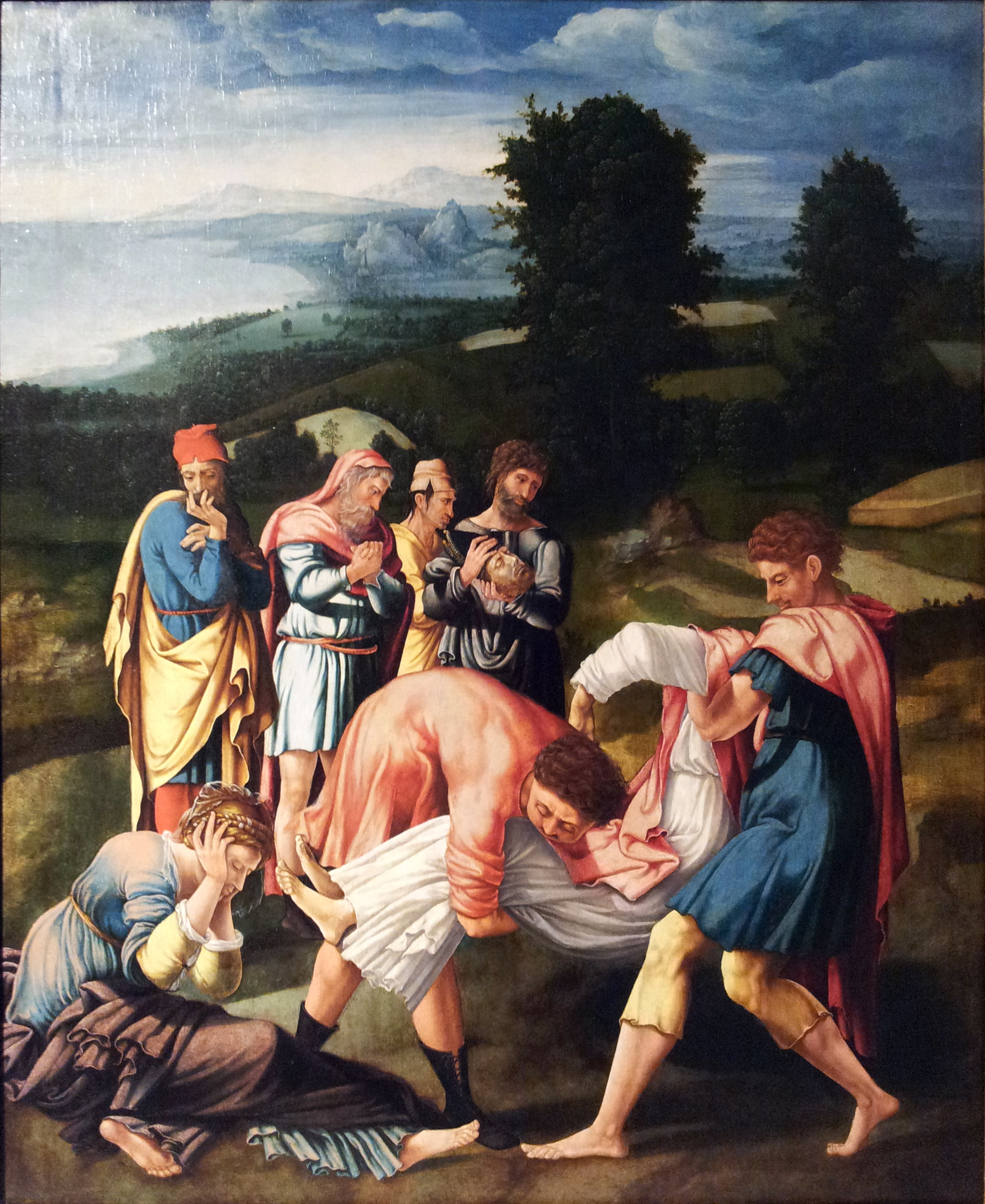
De begrafenis van Sint-Denijs, ca. 1533, Musée des Beaux-Arts de Liège, Luik
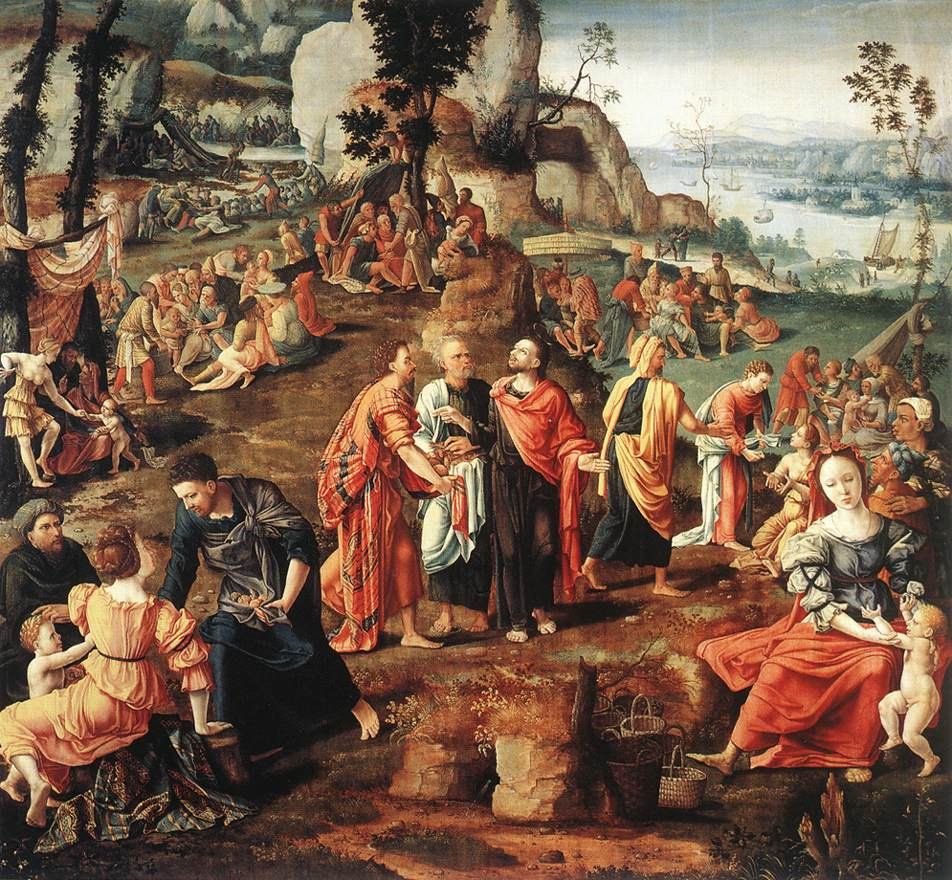
De wonderbaarlijke broodvermenigvuldiging, Rockoxhuis, Antwerpen
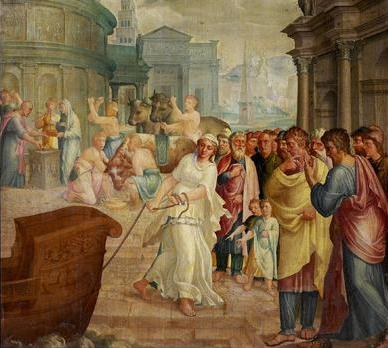
Claudia Quinta, uit de reeks De deugdzame vrouwen, Hasselt, Stokrooie

Van zijn werk als architect kan genoemd worden:
- het portaal van de Sint-Jakobskerk, Luik, 1558
- het Hôtel Torrentius, zijn woonhuis in Luik
- de glasramen van de voormalige Sint-Lambertuskathedraal, Luik

In 2006 had in Luik bij gelegenheid van de 500e verjaardag van zijn geboorte een tentoonstelling plaats onder het peterschap van de UNESCO. De schilderijen uit de abdij van Herkenrode, De deugdzame vrouwen waren er voor het eerst sinds de 18e eeuw weer bijeengebracht na een grondige restauratie.